# Maclura africana
Maclura africana là một loài thực vật có hoa trong họ Moraceae. Loài này được (Bureau) Corner mô tả khoa học đầu tiên năm 1962.